# 왕교파리
왕교파리(王咬巴里 생몰년 미상)는 각간 김작진(金酌珍)의 부인으로, 견훤의 아버지인 김원선의 어머니이다.

## 생애
후백제(後百濟) 견훤(甄萱)의 할머니이다. 견훤(甄萱)은 그 조상(祖上)이 신라(新羅) 제24대 진흥왕(眞興王)의 비(妃)로서 시호(諡號)가 백융부인(白駥夫人)인 사도(思刀)이다. 사도(思刀)의 셋째 아들이 구륜공(仇輪公)이고 그 아들이 파진찬(波珍湌) 선품공(善品公)이며 그 아들이 각간(角干) 김작진(金酌珍)이다. 이 김작진(金酌珍)이 왕교파리(王咬巴里)라는 여인을 아내로 맞아 각간(角干) 원선(元善)을 낳았는데, 그가 바로 견훤(甄萱)의 아버지 아자개(阿慈介)이다.

## 가계
- 아버지 : 왕씨(王氏)
- 어머니 : 미상
  - 남편 : 각간 이작진(李酌珍)
    - 아들 : 이원선(李元善)
    - 며느리 : 상원부인(上院夫人)
    - 계며느리 : 남원부인(南院夫人)
- 시아버지 : 선품공(善品公, 607~643)
- 시어머니 : 보룡(菩利) - 12대 풍월주 보리공의 딸

## 참고 문헌
- 三國遺事